# FIFA Online 3
FIFA Online 3 — free-to-play игра, распространяющая исключительно для азиатского рынка, относится к разряду футбольный спортивный симулятор. Игра была анонсирована 12 августа 2012 года на Е3 наряду с европейским аналогом FIFA World. 13 декабря 2012 года было анонсировано, что моделью игры станет Ким Хёна
Официально игра распространяется для азиатского рынка, а именно: Таиланд, Индонезия, Вьетнам, Сингапур, Малайзия и Китай

## Разработка
FIFA Online 3 разрабатывалась для PC версии компанией EA Seoul на базе движка FIFA 11. Интерфейс и комментарии для каждой версии были локализованы на местный язык. С декабря 2013 игра использует список трансферов и умений 2012 сезона.
В закрытом бета тесте, производимом в 2013 году был добавлен английский язык для сингапурской и малайзийской версии.

## Геймплей
В ФИФА Онлайн 3 игроки могут играть и настраивают команду от любой из более чем 30 лиг (среди которых есть российская премьер лига и российская сборная) и 15000 игроков реального мира. Игроки могут играть в одиночный сезон или же сразится с реальными оппонентами в сети . Наградой за матчи являются EP (игровая валюта) на которые можно купить игроков и разные игровые пункты
Игра имеет чистый геймплей FIFA 11. Игроки могут играть до 5 человек в пользовательских матчах. Игре также присущ и трансферный рынок для покупки игроков и расходуемых предметов для клуба.
FIFA Online 3 имеет сравнительно те же режимы игры, что и FIFA Online 2, однако сетевые режимы игры потерпели изменения, теперь игроки могут теперь играть в товарищеские матчи против игроков подобного уровня (Быстрый матч 1 против 1) или случайных игроков, и могут также играть против их друзей. У игроков также есть выбор играть как менеджер, смотря матч и управляя тактикой и формированием команды (против менеджера).
Игра поддерживает как и геймпад, так и клавиатуру.